# Lessertia capensis
Lessertia capensis là một loài thực vật có hoa trong họ Đậu. Loài này được (P.J.Bergius) Druce miêu tả khoa học đầu tiên.